# Bystrzyca Kłodzka Przedmieście
Bystrzyca Kłodzka Przedmieście – stacja kolejowa w Bystrzycy Kłodzkiej, w województwie dolnośląskim, w Polsce.

## Ruch pasażerski
| Rok  | Wymiana pasażerska na dobę |
| ---- | -------------------------- |
| 2017 | 20-49                      |
| 2022 | 20-49                      |